# Нежеголь (село)
Нежеголь — село в Шебекинском районе Белгородской области. В составе Вознесеновского сельского поселения.

## География
Село Нежеголь располагается по правому берегу одноимённой реки, напротив расположенной на левом берегу Вознесеновки (административного центра сельского поселения), выше по руслу Нежеголи от районного центра, города Шебекина (в 1,3 км по прямой к востоку от его восточной окраины).

## История

### Происхождение названия
Краевед В.А. Прохоров сообщает, что название селу дала река Нежеголь. Происхождение же её названия не выяснено.

### Исторический очерк
Первое упоминание о селе Нежеголи встречается в писцовых книгах за 1640 год.
Весной 1647 года около него, на возвышении, на правом берегу реки началось строительство стоялого острога для защиты от нападений татар.

Краевед Н.Н. Кузюлев сообщает следующие летописные подробности о первом быте поселения:
«22 августа 1654 года белгородский воевода В.Б. Шереметев с окольничим Ф.В. Бурлиным осмотрели укрепления на реке Нежеголи и решили строить новый «земляной» город на месте стоялого острога, на правом берегу, напротив существующего к тому времени села Нежеголи.
Возведение города Нежегольска по указу царя Алексея Михайловича было поручено солдатским полкам из города Яблонова... Крепость города по периметру была 628 метров (299 саженей). В крепости было 6 дубовых башен высотою от 9 до 20 метров, из них 4 проезжие и 2 глухие. Главные ворота города назывались Московскими и были с северной стороны... В городе построили соборную церковь Святого Покрова. Эта церковь простояла до 1938 года. В городе находились приказная изба, воеводский двор, казенный погреб, государева житница, тюрьма... В Нежегольске остались 115 служилых людей, присланных сюда из Корочи, Болховца, Карпова, Белгорода.
Со строительством города образовался Нежегольский уезд, куда вошли многие селения нынешнего Шебекинского района, в т.ч. и земли, на которых сейчас город Шебекино, а также земли южнее до самой реки — Волчьи воды».
На протяжении XVIII века деревянная крепость Нежегольск утратила свое оборонное значение, не ремонтировалась и постепенно ветшала, но город оставался уездным центром.
В 1760 году тульский купец Григорий Степанов открыл здесь селитренный заводик. Жители Нежеголи были однодворцами, а в царствование Екатерины II перешли в ранг государственных крестьян.
Сохраненный в архиве документ 1799 года сообщает о порубке леса помещика Л. Гринева «однодворцами села Нежегольского Корочанского уезда».
В 1779 году в ходе административно-территориальных изменений Нежегольский уезд, известный своими широкими ярмарками, был упразднен, город-крепость Нежегольск полностью разрушился, а возникшее в тех местах селение с течением времени превратилось в крупное село Нежеголь.
До начала XIX века существовал Нежегольский стан. Позже близлежащие селения вошли в состав Бекарюковской волости.
Земская школа в Нежеголи открылась в 1888 году, там учили чтению, письму, счету; преподавали математику, географию, Закон Божий.
После революции 1917 года в селе установили советскую власть.
В 1921 году часть молодых семей из Нежеголи основала хутор Пар.
С июля 1928 года село Нежеголь в Шебекинском районе — центр Нежегольского сельсовета: собственно Нежеголь и соседняя деревня Щигоревка.
В 1931 году создали колхозы. В годы коллективизации в Нежеголи появился колхоз «Трудовик». Много внимания уделялось ликвидации безграмотности.
В 1934 году в селе построили новое здание семилетней школы.
В годы Великой Отечественной войны 300 жителей села отдали свои жизни за свободу страны.
В 1950 году была построена новая начальная школа, ее директором работала Антонина Ефимовна Лутова, участница Курской битвы.
В 1958 году село Нежеголь в Вознесеновском сельсовете Шебекинского района.
В 2010 году село Нежеголь в составе Вознесеновского сельского поселения Шебекинского района.

## Население
В 1890 году «в селе Нижегольске» — 1161 житель (608 мужчин, 553 женщины).
На 17 января 1979 года в селе Нежеголи — 1207 жителей, на 12 января 1989 года — 904 (381 мужчина, 523 женщины), на 1 января 1994 года — 883 жителя, 412 хозяйств.
В 1997 году в Нежеголи — 409 домовладений, 917 жителей, в 1999 году — 949 жителей, в 2001 году — 1006.
| 2002 | 2010  |
| ---- | ----- |
| 1037 | ↗1156 |

## Инфраструктура
В селе Нежеголи имеются дом культуры, два небольших магазина, медицинский пункт; завершена газификация, проложен асфальт.
В конце 1990-х годов в селе появились семьи переселенцев из Киргизии. Им выделили красивое место для строительства жилья, и по правому берегу реки Нежеголи протянулась целая улица новоселов — Речная.

## Археологические памятники
- Остатки старорусского города Нежегольска на бывшей Белгородской засечной черте. От былой крепости сохранились ров и земляные валы бывших крепостных стен и башен[3].

## Интересные факты
- От исторического города Нежегольска осталась улица Казацкая и слобода Пушкарная, где жили пушкари, ныне Щигоревка[3].
- В 1880-е годы «в селе Нижеголье Купинской волости Корочанского уезда», кроме обычных батрачины и поденщины, была распространенной работа на свекловичных плантациях — «на буряках»[2].